# MFK Viz-Sinara
MFK Viz-Sinara Jekaterinburg (russisch мини-футбольный клуб Виз-Синара) ist ein russischer Futsal-Verein aus Jekaterinburg.

## Geschichte
Jekaterinburg konnte schon in den zwei folgenden Jahren nach der Gründung 1992 zweimal in Folge den Asia Cup gewinnen. Nach diesen Erfolgen konnte sich der Verein in die höchste Spielklasse Russlands spielen, der Super League. Dort wurde vier Mal die Vizemeisterschaft erreicht. Als Dynamo Moskau in der Saison 2006/07 Meister wurde und Jekaterinburg nur einen Zähler dahinter landete, konnte sich der Verein für den UEFA-Futsal-Pokal qualifizieren, da Moskau diesen im Vorjahr gewann und automatisch qualifiziert war. In diesem Jahr gewann Viz-Sinara auch den russischen Futsal-Pokal. Im darauf folgenden UEFA-Futsal-Pokal konnte der Neuling überraschend das Turnier gewinnen, indem man sich im Finale gegen ElPozo Murcia FS im Penalty-Shootout behaupten konnte.

## Erfolge
- Russischer Pokal: 2007
- UEFA-Futsal-Pokal: 2008